# Pühalepa-Harju
Pühalepa-Harju, dawniej Harju− wieś w Estonii, w prowincji Hiuma, w gminie Pühalepa.

## Nazwa
Historycznie wieś nazywa się Harju. Pühalepa została dodana w 2017 roku w związku z utworzeniem gminy Hiuma.

## Natura
Przez wieś przepływa rzeka Kõlu.